# Salvajina-Talsperre
Die Salvajina-Talsperre und ihr zugehöriges Wasserkraftwerk stehen am Río Cauca in der Gemeinde Suárez im Departamento del Cauca im Südwesten Kolumbiens.
Das Bauwerk wurde im September 1985 fertiggestellt. Es hat ein Kraftwerk mit einer installierten Leistung von 270 (285) MW. Der Zweck der Talsperre ist Hochwasserschutz, Elektrizitätsgewinnung und die Einhaltung eines niedrigen Verschmutzungsgrades des Wassers in der Zone, in der das Trinkwasser für die Stadt Cali abgezogen wird.

## Betreiber und Besitzer
Die Bewirtschaftung, besonders zur Hochwasservorsorge, liegt in den Händen der Corporación autónoma regional del Valle del Cauca (CVC), die im Fall von Meinungsverschiedenheiten Entscheidungsgewalt hat. EPSA (Empresa de energía del Pacífico) besitzt und betreibt die Talsperre bei Beteiligungen von Colener S.A.S., Inversiones Argos S.A. und Banco de Inversión Bancolombia S.A.

## Technische Daten
Der Staudamm ist 148 m hoch und 400 m lang und vom Typ her ein Steinschüttdamm mit Betonabdichtung. Sein Stausee hat eine Größe von 764,7 Mio. m³, wovon 695,7 Mio. m³ Nutzraum sind und 69,0 Mio. m³ Totraum. Der Stausee ist 26 km lang und liegt auf einer Höhe von 1155 m über dem Meeresspiegel. Nach anderen Angaben ist er 31 Kilometer lang.
Durch einen Einlassturm fließt das Wasser drei 90-MW-Francis-Turbinen zu, deren Generatoren über eine Leistung von zusammen 270 MW verfügen. Jede Turbine hat einen maximalen Durchfluss von 116,5 m³/s für einen Gesamtabfluss von 349,5 m³/s. Die Talsperre wurde von Ingetec S.A. geplant.

## Kritik
Die Kritik von mehreren nationalen und internationalen Nichtregierungsorganisationen richtet sich gegen Verletzungen der Menschenrechte wie gegen ökologische Mängel beim Bau und beim Betrieb der Talsperre Salvajina. Es gibt verschiedene Schätzungen über die Zahl der Bevölkerung, die dem Stausee weichen musste, sie reichen von 3000 bis 6000 Menschen. Nach Angaben von Biodiversidad en América Latina y El Caribe wurden Menschen, die vom Stausee vertrieben wurden, nicht angemessen entschädigt.
Laut dem Tribunal Permanente de los Pueblos wurden das kolumbianische Militär und illegale paramilitärische Kräfte eingesetzt, um die Bevölkerung zu vertreiben und die Campaña Prohibido Olvidar gibt an, dass Protestierer drangsaliert wurden. Ein Anwalt, der die Protestierer begleitete, Oscar Elías López, wurde in einem Café in Cali erschossen.